# Pseudotyrannochthonius giganteus
Pseudotyrannochthonius giganteus är en spindeldjursart som beskrevs av Beier 1971. Pseudotyrannochthonius giganteus ingår i släktet Pseudotyrannochthonius och familjen käkklokrypare. Inga underarter finns listade i Catalogue of Life.